# Zanzan Atte-Oudeyi
Pour les articles homonymes, voir Zanzan (homonymie) et Atte.
Mohama Zanzan Atte-Oudeyi (ou Zanzan) est un footballeur togolais, naturalisé belge en 2008, jouant à la position de défenseur. Il est né le 2 septembre 1980 à Lomé.

## Carrière
Zanzan a fait ses débuts en Afrique, avant de jouer quelques années en Belgique, puis en Roumanie. Il a été engagé par l'Impact de Montréal le 15 avril 2009, quelques jours avant le début de la saison. Il a quitté le club avant le début de la saison 2010.

### En équipe nationale
Il a été sélectionné 55 fois dans l'équipe nationale du Togo, marquant deux buts. Il a participé aux qualifications pour les Coupes du monde de 2002 et de 2006. Il a également pris part à la Coupe d'Afrique des nations 2006. Cependant, ayant réclamé en tant que capitaine de la sélection les primes promises mais non versées aux joueurs en cas de qualification pour le mondial, il a été écarté de l'équipe nationale pour la phase finale de la Coupe du monde 2006. Il a toutefois été rappelé pour les matchs de qualification de la Coupe du monde de football de 2010 le 6 juin au Gabon et le 20 juin au Maroc.

## Statistiques en carrière
| Club           | année | pj | pd | MIN | B | P | PTS | C | E |
| -------------- | ----- | -- | -- | --- | - | - | --- | - | - |
| Montréal       | 2009  | -  | -  | -   | - | - | -   | - | - |
| Total Impact   | ----  | -  | -  | -   | - | - | -   | - | - |
| Total Carrière | ----  | -  | -  | -   | - | - | -   | - | - |